# Chinami Tokunaga
Chinami Tokunaga (n. 22 de mayo de 1992 en Prefectura de Kanagawa, Japón) es un miembro del grupo J-Pop Berryz Kobo.
En 2002, Chinami pasó la audición Hello! Project Kids y se convirtió en miembro de Hello! Project.

## Carrera

### Películas
- Koinu Dan no Monogatari
- Clovers no Daibouken

### Radio
- Berryz Kobo Kiritsu! Rei! Chakuseki!
- Berryz Kobo Beritsuu!